# Kara Monaco
Kara Monaco, född 26 februari 1983 i Lakeland i Florida, är en amerikansk fotomodell. Hon var herrtidningen Playboys Playmate of the Month i juni månad 2005 och Playmate of the Year år 2006.